# Mănăstirea Celic-Dere
Mănăstirea Celic-Dere este o mănăstire din România situată în comuna Frecăței, județul Tulcea.
Mănăstirea Celic-Dere, situată în nordul Dobrogei, este unul dintre cele mai importante centre de spiritualitate dintre Dunăre și Marea Neagră. Numele este luat de la pârâul Celic-Dere (în limba turcă celik dere „pârâiașul de oțel”).
Mănăstirea se află la 25 de kilometri sud-vest de Tulcea și 12 kilometri vest de Cataloi, pe șoseaua Tulcea- Constanța, în raza comunei Frecăței. Autobuzele pe ruta Tulcea-Cataloi-Telița au stație chiar în fața mănăstirii. De la Mănăstirea Cocoș se poate veni cu autobuzul liniei Niculițel-Tulcea până la intersecția Telița, de unde, la dreapta, drumul asfaltat, de șapte kilometri, duce la stația Celic-Dere (în total, 22 kilometri). Pe același traseu, cu patru kilometri înainte de intersecția Telița, în stânga șoselei, se vede Mănăstirea Saon.

## Istoricul mănăstirii Celic-Dere
Potrivit Marelui Dicționar Geografic al României, așezământul a fost înființat în 1835 de arhiereul Athanasie Lisivenco. Pe de altă parte, potrivit arhimandritului Roman Sorescu, mănăstirea a fost întemeiată aproximativ în 1840 de călugări români și doi călugări ruși reveniți de la Muntele Athos, arhimandritul Athanasie Lisifenco și schimonahul Paisie. Potrivit unei alte versiuni, în zona în care se află mănăstirea au venit în secolul al XVIII-lea călugări ardeleni veniți de la Muntele Athos și care au întemeiat vatra monahală construind o bisericuță din lut și bârne de lemn în locul în care astăzi se află cimitirul. Athanasie Lisifenco ar fi oprit femeile în mănăstirea întemeiată, iar pentru bărbați a construit o bisericuță și câteva chilii la circa doi kilometri mai la vale, înființând a doua mănăstire, Celicul Mic sau Celicul de Jos. Aceasta a fost însă distrusă de incendiu. Arhimandritul Lisifenco (1800-1880, considerat ctitorul mănăstirii; osemintele i se află într-o raclă argintată, depusă în paraclis, în dreapta) și Dosoftei Crihana au construit în 1841-1844 o bisericuță cu chilii în formă de patrulater pe valea pârâului Celic-Dere. Astăzi o troiță arată locul în care s-a aflat acea bisericuță.
În 1845, mănăstirea de călugări Celic-Dere s-a transformat în mănăstire de maici, aduse din Basarabia. Monahii au fost strămutați lângă balta Saon, unde și-au construit o bisericuță și câteva chilii, adică viitoarea Mănăstire Saon. După 60 de ani, clădirea s-a degradat din cauza infiltrației de apă din inundații.
Potrivit propriei sale declarații, făcută la 3 septembrie 1857 la consistoriul duhovnicesc din Ismail, Athanasie Lisifenco (născut în Chilia, Basarabia) a intrat în 1837 în Mănăstirea Caracal de la Sf. Munte Athos, unde s-a călugărit în 1839. În 1841 a fost hirotonit ierodiacon și ieromonah, după care a plecat „în părțile Dunării, aproape de Isaccea, lângă apa numită Celic-Dere, unde a fondat un schit cu hramul Adormirea Maicii Domnului”.
O troiță amintește: „Aicea a fost biserica Sf. Voievozi Mihail și Gavriil, a treia din Mănăstirea Celic-Dere, ctitorie a arhimandritului Athanasie și dărâmată de inundațiile din 1916. Spre aducere aminte s-a făcut această însemnare de arhimandritul Porfirie Ștefănescu în 1976]]-august 1977”.
În 1901, episcopul Partenie Clinceni al Dunării de Jos (1886-1902) a pus temelia actualei biserici, după planurile arhitectului Toma Dobrescu din București, pe platoul din partea de sud, având în vedere consolidările (terenul fiind în pantă către nord, a fost înconjurat pe trei laturi cu un zid de piatră). Dar în anul următor, lucrările au fost întrerupte și reluate abia în 1910, din inițiativa episcopului Nifon Niculescu,(1909 - 1921) cu sprijinul Ministrului Cultelor și Instrucțiunilor Publice, Spiru Haret care a alocat suma de 145.000 lei.
Lucrările, reluate după planurile arhitectului Dumitru Berechet, au continuat până în 1916 și au fost reluate în 1924-1925. Au fost ridicate biserica mare a mănăstirii și o mare parte dintre clădirile actuale. Noua biserică a așezământului a fost pictată în 1926-1932 în frescă de pictorul Gheorghe Eftimiu din București în stil neobizantin, cu motive obișnuite în bisericile românești din epoca brâncovenească. Biserica a fost sfințită la 2 octombrie 1932 de episcopul Cosma Petrovici (1921-1947) cu hramul Adormirea Maicii Domnului. Biserica de la demisol se sfințește cu hramul „Izvorul Tămăduirii și s-a folosit ca biserică de iarnă pâmă la 1954.
La câțiva pași de biserică se află casa călugăriței Paisia, în curtea căreia a fost amplasată o troiță pe locul bisericii edificate în 1910, cu sfânta masă protejată de un acoperiș de tablă și de racla cu moaștele (mâna neputrezită) ctitorului Athanasie, depusă în paraclis. Potrivit Marelui Dicționar Geografic al României, în 1902 erau 83 de maici și că lângă mănăstire se afla și o peșteră, unde începând din 1860 erau înhumați morții. Peștera are o lungime de câteva sute de metri, începând de la mănăstire, răspunzând la Telița. Are mai multe deschideri. Tunelul încă nu a fost cercetat. În anul 1976 Biserica Mare a mănăstirii Celic - Dere a fost declarată monument istoric. Începând cu 1 ianuarie 1990 mănăstirea Celic - Dere a fost trecută în subordinea Arhiepiscopiei Tomisului - Constanța, înființată tot cu aceeași dată, Arhiepiscop fiind Lucian Tomitanul. Starețele Mănăstirii Celic - Dere de la 1847 până în prezent: Singlitichia Socolova, Apolinaria Horbencova, Antonia Macarova, Arhilaia Calinicova, Antonia Macarova (a doua oară, 1900-1909), Mihaela Panaiot (arhimandrita, 1909-1921), Pamfilia Iordache (1922-1923), Cleopatra Lazu (1924-1925), Paraschiva Dumitrescu (1926-1940), Epraxia Stănei (1940-1941), Paraschiva Dumitrescu (a doua oară, (1941-1947), Pamfilia Iordache (a doua oară, 1948-1951), Maria Odudencu (1951-1963), Neonila Bolea ( 1964-1967), Ierusalima Bumbac (1967- 1981), Iuliana Mocanu (1981-1991), Irina Gociu (1991-1996), Meletina Popa (1996-2002), Casiana Mareș din 2002 până în prezent.
La 9 martie 2002, viețuirea de sine a fost înlocuită, pentru îmbunătățireas vieții monahale, cu rânduiala vieții de obște. Tot atunci, călugărița Casiana Mareș a fost numită stareța mănăstirii de către I. P.S. Teodosie al Tomisului. Din 25 martie 2008 s-a reînființat Episcopia Tulcei, avînd în frunte pe P.S. Dr.Visarion Bălțat, care a sfințit și corpul de chilii pentru maici, o bucătărie și o trapeză, în ziua de 15 august 2008. În prezent mănăstirea are un efectiv de 59 de vițuitoare și 2 ieromonahi slujitori.

## Arhitectura Mănăstirii Celic-Dere
Biserica din piatră a mănăstirii a fost construită între 1901-1916, fiind ctitorită de episcopul Partenie Clinceni. În 1909, lucrările au fost reluate din inițiativa P.S. Nifon Niculescu. Au fost ridicate zidurile și acoperișul, inclusiv biserica de la subsol, în baza planului întocmit de arhitectul Toma Dobrescu din București. Destinația inițială a bisericii de la subsol era aceea de gropniță. A fost transformată în biserica de iarnă cu hramul Izvorul Tămăduirii (1932), unde s-a slujit în perioada 1932- 1954.
Biserica mănăstirii este construită în plan triconic, în stil clasic modern, de tradiție postbizantină. Construcția este caracterizată prin suprapunerea a două biserici. În exterior, despărțirea bisericilor este marcată de un brâu înconjurător. Are trei turle, una mare pe altar-naos, octogonală, cu opt ferestre înguste și înalte, prevăzute cu ancadramente din piatră, și două mai mici, pe pridvorul închis, așezate dreapta-stânga, tot de formă poligonală. Pridvorul deschis este susținut de patru coloane mari, așezate în față, și alte două (dreapta-stânga) care mărginesc peretele pridvorului închis.
În pridvorul închis se intră pe o ușă masivă de lemn, prevăzută cu un grilaj puternic de metal. În dreapta și stânga ușii sunt pictați sfinții apostoli Petru și Pavel. Sus, pe peretele pridvorului, este pictată scena Adormirea Maicii Domnului. Pridvorul închis este pictat.
În pronaos sunt câte două coloane mari, pe fiecare parte, care îl delimitează de naos. În naos și pronaos, lumina străbate prin cele două ferestre duble, așezate pe fiecare parte, prevăzute cu grilaj metalic între ele. Pridvorul închis este luminat de câte o fereastră laterală și câte una dreapta-stânga în față.
Catapeteasma, executată din lemmn de păr pleit cu foiță de aur, este de mare valoare artistică, sculptura fiind opera lui Anghel Dima din București. Pardoseala este din parchet. Acoperișul din tablă. Pridvorul închis, construit mai înalt decât restul bisericii, are în partea superioară un rând de firide nepictate.
Biserica Adormirea Maicii Domnului adăpostește epitaful Mântuitorului brodat de maica Antonina în 1865, 85 de strane, policandrul și sfeșnicele lucrate în 1928 la fabrica de laminate din Brașov. În anul 1953 a fost adusă aici și instalată (funcționând un timp) moara de vânt. Ea a fost restaurată  și declarată monument istoric în anul 1977.

## Icoana Maicii Domnului
În paraclisul mănăstirii, pe partea stângă, lângă altar, se găsește icoana Maicii Domnului Făcătoare de Minuni, îmbrăcată în argint și poleită cu aur, care a scăpat de două ori din foc. Iocana a aparținut unei familii de credincioși din comuna Nărușăi, județul Ismail, de unde și numele Maica Domnului Nărușaiscaia. Icoana a rămas neatinsă de flăcări în incendiul care a mistuit casa acestei familii. Unul dintre moștenitori, părându-i icoana veche, înnegrită, neinteresantă, a pus-o în cuptor, să ardă, dar flăcările au izbucnit în afară, iar icoana a rămas intactă. Văzând minunea, a luat icoana și a așezat-o în camera cea mai curată. În ziua Sf. Învieri, el a văzut o rază de lumină în jurul icoanei și a auzit un glas: „Duceți-mă la fecioare!” Atunci în Basarabia erau fecioare care primeau învățătura călugărească de la arhimandritul Athanasie, ctitorul Mănăstirii Celic-Dere. După eliberarea Dobrogei, icoana a fost adusă în mănăstire și primită cu mult alai. Și-a arătat din nou puterea, fiind tămăduiți imediat doi călubări peste care se trecuse cu icoana. A mai făcut și alte minuni, aducând ploi în timp de secetă mare. Astăzi, icoana este așezată în naos, pe peretele din stânga, în fața altarului.
În Biserica Mare a Mănăstirii Celic - Dere se află Icoana Mântuitorului Iisus Hristos „ care se curăță singură”, În contextul conflictelor ruso-turce de la începutul secolului al XIX-lea, aproximativ în anul 1816, a sosit pe aceste meleaguri un ostaș din armata austro-ungară, care avea asupra sa această icoană. Găsind aici un grup de călugări, a dat icoana unui părinte, zicându-i: „ Părinte, țineți această icoană! Dacă Sfinția Voastră nu veți trăi până la sfârșit, cei ce vă urmează să păstreze această icoană. Să aveți mare evlavie, că prin ea se va săvârși o mare minune. Această icoană o vedeți că este neagră, dar până la urmă se va lumina toată, se va curăța și ochii Mântuitorului, care-i vedeți că sunt închiși, se vor deschide”. În partea stângă a catapetesmei se află icoana Maicii Domnului Eleusa, Îndurătoarea sau Grabnic Ajutătoarea. Icoana este pictată pe lemn și a fost adusă de la Sfântul Munte de arhimandritul Atanasie înainte de 1877. Maicile din această mănăstire au o evlavie deosebită la această icoană, păstrând în amintirea lor un moment deosebit de important din viața mânăstirii, acela în care, însăși Maica Domnului, prin această icoană, le-a încredințat de permanenta Ei purtare de grijă. Maicile spun că au auzit un glas din această icoană prin care Maica Domnului le spunea; „ Eu sunt stareța voastră, nu vă temeți”.

## Școala și muzeul
În 1909, în mănăstire a funcționat o școală primară și una profesională în limba română. Cărțile de citire erau Ceaslovul, Psaltirea și Octoihul. Au existat și ateliere de pictură bisericească și de țesături de broderie. Astăzi exista un atelier de covoare.
În 1910-1912, au fost ridicate două clădiri etajate, care au adăpostit școala de pictură bisericească Sf. Ana, atelierul de țesut covoare, stofe și veșminte sacre, precum și stăreția, cu o terasă sprijinită pe cinci coloane, după modelul vechilor cule boierești.
Lăcașul monahal posedă o bogată colecție de artă bisericească veche. Muzeul colecțiilor bisericești adăpostește obiecte de valoare istorică, artistică și documentată: 27 de documente în limbile turcă, arabă și persană; Biblia lui Șerban Cantacuzino din 1688; icoana Maicii Domnului din 1600; manuscrise și tipărituri din perioada 1696- 1898.
Un documentar
despre aceasta zona a fosr realizat de primaria Frecǎței